# 罗宏杰
罗宏杰教授（1956年11月—），男，陕西礼泉人，中国节能材料学家，曾任上海大学校长、党委书记、中国科学院上海硅酸盐研究所所长，教授、博士生导师，上海市十四届人大常委会委员。

## 生平
1982年1月在西北轻工业学院毕业。1988年6月在西北轻工业学院取得硕士学位。他考入中国科学院上海硅酸盐研究所成為博士研究生，1991年取得工学博士学位。
后返回西北轻工业学院擔任教職，在該校改名陕西科技大学後，曾經出任校長一職。2012年2月9日被上海市人民政府任命为新任上海大学校长。2014年12月任上海大学党委书记兼校长。2017年7月，被任命为上海市第十四届人民代表大会教育科学文化卫生委员会副主任委员。

## 社会兼职
曾任中国硅酸盐学会副理事长、上海市古陶瓷科学技术研究会理事长。

## 荣誉
国家杰出青年基金获得者、中国科学院“百人计划”获得者。

## 外部連結
- 罗宏杰[]

| 教育職務                    | 教育職務                                      | 教育職務      |
| --------------------------- | --------------------------------------------- | ------------- |
| 前任： 周哲玮（常務副校长） | 上海大學校长 2012年－2015年                   | 繼任： 金东寒 |
| 新頭銜                      | 陕西科技大学校长 2002年－2004年               | 繼任： 沈一丁 |
| 學術機關職務                |                                               |               |
| 前任： 施剑林               | 中国科学院上海硅酸盐研究所所長 2004年－2012年 | 繼任： 王龙根 |
| 中国共产党职务              |                                               |               |
| 前任： 于信汇               | 中国共产党上海大学委员会书记 2014年－2017年   | 繼任： 金东寒 |